# Prorates claripennis
Prorates claripennis är en tvåvingeart som beskrevs av Axel Leonard Melander 1906. Prorates claripennis ingår i släktet Prorates och familjen fönsterflugor. Inga underarter finns listade i Catalogue of Life.